# Großglockner
De Großglockner ([ˈɡʀoːsˌɡlɔknɐ]ⓘ) is met een hoogte van 3798 meter de hoogste berg van Oostenrijk, gelegen in de Hohe Tauern. Hier ontspringt ook de Pasterze-gletsjer.
De berg is onder andere bereikbaar via de Großglockner Hochalpenstraße, die vanaf Zell am See via Bruck richting Heiligenblut loopt.

## Geschiedenis
In 1799 mislukten meerdere pogingen om de bergtop te beklimmen. In 1800 stelde Franz Xaver von Salm-Reifferscheid, bisschop van Gurk-Klagenfurt een nieuwe expeditie samen om de top te bedwingen. Deze expeditie bestond uit 62 personen: 15 heren/onderzoekers, 16 boeren/gidsen, 5 timmerlui en 26 dragers en bedienden, waaronder één vrouw.
Voor deze expeditie werd voor de hoge heren en bedienden een eerste versie van de Salmhütte gebouwd, op 2750 meter hoogte. De boeren verbleven in een eenvoudiger gebouw op gehoorsafstand. Ook hoger op de berg, op 3270 meter en op 3461 meter hoogte (Adlersruhe) verrezen (kleinere) hutten.
Op 28 juli 1800 slaagden Sepp en Martin Klotz, Martin Reicher en een vierde boer/timmerman erin om als eersten de top via de Hohenwartscharte, Kleinglockner en de Glocknerscharte te bereiken. Op 29 juli 1800 werd het eerste Glocknerkreuz, een gipfelkreuz, gemonteerd.
Bij de eerste beklimming van de Großglockner wordt pastoor Joseph Orrasch -ook wel Horrasch- veelvuldig als een van de eerste bedwingers van de berg genoemd. Hij zou zelfs al vóór de gebroeders Klotz op de top hebben gestaan, aldus een interpretatie van het in 1815 verschenen klimverslag van Franz M. Vierthaler, een van de expeditieleden. In een in 1993 gevonden manuscript van Orrasch zelf, beschrijft hij echter hoe de vier boeren de Grossglocknertop bereiken en daarna pastoor Matthias Hautzendorfer omhoog leiden. Orrasch is niet verder gekomen dan de top van de Kleinglockner, waar de vier eerstbeklimmers een jaar eerder al een kruis hebben geplaatst.
De beroemde ijsroute door de noordoostwand van Großglockner is vernoemd naar Alfred von Pallavicini. Op 18 augustus 1876 beklom hij de route in het spoor van drie door hem ingehuurde berggidsen uit Heiligenblut: J. Tribusser, G. Bäuerle en J. Kramser. Omdat ijsschroeven en stijgijzers met voorpunten nog niet bestonden, moesten er treden worden gehakt in het tot 55° steile ijs. Hans Tribusser hakte de 2500 benodigde treden en klom de complete route voor.

## Hochalpenstraße
De Großglockner Hochalpenstraße is een 47,8 kilometer lange tolweg met veel (genummerde) bochten. De route wordt door veel motorrijders verreden. Ook fanatieke fietsers beklimmen deze weg.
Het plaatsje Heiligenblut is van hieruit bereikbaar.

### Bergtoppen
Vanaf de Hochalpenstraße zijn diverse bergtoppen te zien die behoren bij de Großglocknergroep:
- Großglockner 3798 m
- Sonnenwelleck 3261 m
- Johannisberg 3460 m
- Fuscherkarkopf 3331 m
- Hohe Dock 3348 m
- Großes Wiesbachhorn 3564 m
- Hoher Tenn 3368 m

## Routes
Er zijn diverse routes op de Großglockner:
- Stüdlhütte - Stüdlgrat - Großglockner, 4-5 uur, 1000 hoogtemeters
- Adlersruhe - Kleinglockner - Großglockner, 1,5-2 uur, 350 hoogtemeters
- Lucknerhütte - Stüdlhütte - Adlerruh - Großglockner, 3,5-4 uur 1500 hoogtemeters
- Pallavicinni bekendste ijsklimroute van de Oost-Alpen